# آب‌انبار سیوجان
آب‌انبار سیوجان مربوط به اواخر دوره صفوی و اوایل دوره قاجار است و در شهرستان خوسف، روستای سیوجان واقع شده و این اثر در تاریخ ۲۳ شهریور ۱۳۸۲ با شمارهٔ ثبت ۱۰۲۰۰ به‌عنوان یکی از آثار ملی ایران به ثبت رسیده است.